# بيل ودكوك
بيل ودكوك (بالإنجليزية: Bill Woodcock)‏ هو عالم حاسوب أمريكي، ولد في 16 أغسطس 1971 في سان فرانسيسكو في الولايات المتحدة.